# Die Dame und ihr Chauffeur
Die Dame und ihr Chauffeur ist eine deutsche Stummfilmkomödie aus dem Jahre 1928 von Manfred Noa. In den Titelrollen sind Jack Trevor und Elisabeth Pinajeff zu sehen.

## Handlung
Millionär Jan Derriksen, der seinen Reichtum durch die Ausbeutung von Ölquellen angehäuft hatte, ist mit einem Schlag verarmt, nachdem ein Großbrand seine Ölfelder vernichtet hat. Daraufhin muss er wieder ganz von vorn anfangen und nimmt eine Anstellung als Chauffeur “Mr. Smith” bei dem Großindustriellen Reginald Prittspitt an. Prompt verliebt er sich in dessen ansehnliche Tochter Bicky. Dies missfällt dem missgünstigen Baron Suedar außerordentlich, hat er doch selbst ein Auge auf die junge Dame geworfen. Doch sein Interesse an der Millionärstochter ist rein pekuniärer Natur, der Adelige ist ein ausgemachter Mitgiftjäger. In seinem Konkurrenzneid forscht Suedar dem Vorleben des ominösen “Mr. Smith” nach, um ihm am Zeuge flicken zu können. Dreist behauptet er, dass Smith nur hinter dem Geld Bickys her sei und unterstellt ihm damit schlicht seine eigenen schäbigen Motive. Dadurch, dass der Baron Misstrauen sät, kommen auch bei Bicky erste Zweifel auf, ob es Jan wirklich ernst mit ihr meint.
Derriksen hat in der Zwischenzeit erfahren, dass mittlerweile jemand die Aktien seiner daniederliegenden Ölfirma aufkaufen will, offensichtlich deshalb, weil dort große Salpetervorkommen entdeckt worden sind. Damit wird aus dem verarmten Millionär recht bald wieder ein richtiger, was die Sache gegenüber Herz Bickys deutlich leichter macht, denn hinter ihrem Geld kann er somit nicht her sein. Während eines Bootsunglücks zeigt Baron Suedar schließlich sein wahres Gesicht, denn er denkt zuerst an sich und hilft niemand anderem. Nun wird auch Bicky Prittspitt so einiges klar, und die Lady beginnt ihren Chauffeur erst richtig kennen zu lernen und sieht ein, dass nur er der richtige für sie sein kann.

## Produktionsnotizen
Die Dame und ihr Chauffeur entstand zum Jahresbeginn 1928 im Grunewald-Atelier (Innenaufnahmen) sowie in Triest und Ragusa (Außenaufnahmen), wurde am 13. März desselben Jahres der Zensur vorgelegt und am 3. Juli 1928 in Berlins Primus-Palast uraufgeführt. Die Filmlänge betrug 2849 Meter, verteilt auf sechs Akte. Der Film wurde mit Jugendverbot belegt.
Die Filmbauten schufen Hans Sohnle und Otto Erdmann. Die Aufnahmeleitung hatte Hans Schönmetzler.